# برص صخري سميك الرأس
برص صخري سميك الرأس أو برص دَرَنِيّ سميك الذيل (الاسم العلمي Bunopus crassicauda)، نوع من أبو بريص وينتمي إلى فصيلة الوزغية. هذه النوع متوطن في إيران.